# Ortagora
Ortagora (in greco antico: Ὀρθαγόρας?, Orthagóras; ... – VII secolo a.C.) è stato il primo tiranno di Sicione.
Ortagora nacque intorno al 690 a.C.; era figlio di Andrea e fratello di Mirone, il nonno di Clistene. Le fonti antiche chiamano sia Andrea che Ortagora  "μάγειρος" (mágeiros), cioè "cuoco" (o "cuoco-macellaio", poiché i cuochi spesso si occupavano dei sacrifici); poiché nella Grecia arcaica i cuochi avevano lo stesso prestigio degli araldi, si è supposto che Ortagora non solo appartenesse ad una famiglia di rango sociale elevato, ma che fosse anche di nobili origini.
Ortagora fu tiranno di Sicione tra il 655 a.C. e il 640 a.C. circa o tra il 615 ed il 608 a.C. circa, avviando una dinastia tirannica che sarebbe proseguita per un secolo, fino all'espulsione di Eschine, discendente di Clistene, nel 555 a.C. o tra il 515 ed il 510 a.C. ad opera degli Spartani. Alcuni studiosi hanno avanzato l'ipotesi, sulla base di un frammento di Nicola Damasceno, che Ortagora ed i suoi discendenti tennero non solo il potere politico a Sicione, ma anche quello religioso, cioè che ricoprirono contemporaneamente sia il ruolo di tiranno che di basileus.